# Juliomys
Juliomys — рід гризунів з родини Хом'якові (Cricetidae).

## Опис
Це відносно невеликий представник хом'якових Нового Світу, їхнє хутро має червонуватий колір зверху, знизу яскравий. Вони в першу чергу деревні, в іншому мало що відомо про їх спосіб життя.

## Поширення
- Juliomys anoblepas — вимерлий.
- Juliomys pictipes — південно-східна Бразилія (Сан-Паулу і Санта-Катаріна) і північно-східна Аргентина (Місьйонес).
- Juliomys rimofrons — був описаний тільки з бразильського штату Мінас-Жерайс.
- Juliomys ossitenius — вид поширений від Еспіріту-Санту до Сан-Паулу.